# 總計行動
總計行動（英語：Operation Totalize）是盟軍部隊中的加拿大第1軍團從1944年8月8日至8月13日於大君主作戰後期階段的攻勢行動，其目的是要突破盟軍在諾曼第陣地東側卡昂以南德軍的防線，並進一步向南前進以攻佔法萊茲以北的高地，作戰目標是要突破整個德軍戰線，並將在更西面與美軍、英軍交戰的德軍退路切斷。這場戰役被認為是加拿大第1軍團的首次行動，該軍團在7月23日已正式參戰。
1944年8月8日凌晨加拿大第2軍派出機械化步兵發起攻擊，他們突破了德軍的戰線，並攻佔了德軍防線上的重要陣地。加拿大軍希望參戰的兩個新裝甲師可繼續攻擊，但這兩個師相對缺乏經驗而在行動上顯得猶豫，導致攻勢遭德軍裝甲部隊的反攻所阻卻。在推進了9英里（14）後，盟軍在法萊茲以北7英里（11）停止前進，並被迫籌劃一個全新的攻勢以突破現況。

## 背景
卡昂在D日已經是進攻寶劍海灘（Sword Beach）的英軍之目標。但是，德軍在這一領域的防禦是最強的，大多數被派往諾曼第增援的德軍均是致力於防守該市。在隨後6個星期展開了陣地戰，英國和加拿大部隊幾次試圖奪取卡昂的行動均告失敗，直到7月9日當該市在奧恩河北部的所有市區，在強恩伍德行動中被攻佔。7月18日至7月20日英軍發動佳林行動以迂迴該市東部和南部，而加拿大部隊展開大西洋行動越過奧恩河和清除城市其餘部分。雖然因強恩伍德行動中重型戰車損失過大而被中止，在兩個行動最終在奧恩河以南攻佔了獲得了6英里（9.7） 宽和3英里（4.8） 深的橋頭堡。
德軍還佔據在該市以南3英里（4.8）韋里耶爾嶺的制高點地形，英軍和加拿大軍對卡昂周圍一再發起攻擊（部份德軍是從戰線西半部地區調來，在這裡美國第1軍團正準備突破盟軍的灘頭陣地），導致德軍利用一些最強大和最堅強的單位來保衛韋里耶爾嶺，包括武裝親衛隊第1裝甲軍的3個裝甲師。
在佳林行動結束48小時內加拿大第2步兵師對在韋里耶爾嶺“可怕的”德軍防線發動攻擊，他們遭受重大傷亡和只獲少許進展。從7月25日至7月27日作為春天行動的一部分再度嘗試攻佔該嶺，低劣的執行攻勢導致大約1,500人傷亡。總體而言韋里耶爾嶺戰役曾聲稱最多有2,800名加拿大士兵傷亡，雖然該山嶺仍在德軍手中，加拿大第2步兵師已經在從韋里耶爾到巴泰勒米島之間的該嶺上獲得了立足之地，這將使部隊在沒有被德軍觀察下集結以準備實施總計行動。
同時在7月25日美軍發動了突破的進攻：眼鏡蛇行動，並立即取得了成功。到行動的第3天日終時，在數個地點美軍已從眼鏡蛇行動起攻線向南前進了15英里（24）。7月30日美軍攻佔了科唐坦半島底部的阿弗朗什，德軍左翼現在是被打開，及在24小時內美國第3軍團的單位進入布列塔尼，並開始向南部和西部通過開闊地域前進，幾乎沒有遇到抵抗。3個武裝親衛隊裝甲師—武裝親衛隊第1、武裝親衛隊第9和第116裝甲師被從韋里耶爾嶺向西調動以面對這一新的威脅。
伯納德·蒙哥馬利將軍（指揮在諾曼第的地面部隊）現在希望在戰線東部實施一次攻擊以攻佔法萊茲，希望這樣的行動會造成整條德軍戰線的崩潰。加拿大第1軍團由哈利·克里勒中將指揮，負責盟軍戰線的一部分，它包括了英國第1軍，負責盟軍戰線極端的東翼，及在卡昂南部的加拿大第2軍。加拿大第2軍負責實施總計行動，由蓋伊·西蒙德斯中將指揮及包括加拿大第2師、加拿大第3師、英軍第51師、加拿大第4(裝甲)師、波蘭第1裝甲師、加拿大第2裝甲旅和英軍第33裝甲旅。

## 攻勢計劃
德軍在韋里耶爾嶺上的防禦陣地仍然非常強大，前沿的步兵陣地構築良好，有廣闊的射擊範圍，在前沿陣地背後3英里（4.8）克萊米斯尼爾的村莊至聖艾尼昂德克萊米斯尼爾一帶集中了100門75 毫米和88 毫米反戰車砲，以制止任何戰車沿卡昂-法萊茲公路進行突破。前線和防線縱深由第89步兵師、第85步兵師（最近從魯昂抵達和第272擲彈步兵師的殘餘的（已在大西洋行動中被加拿大軍大量消滅人在操作）防守。武裝親衛隊第12希特勒青年團裝甲師與1個附加的重型戰車營，總共50輛戰車，被留在再3英里（4.8）後作為預備隊。一些步兵由德國第86軍指揮，但大多數部隊（和武裝親衛隊第12裝甲師）由武裝親衛隊第1裝甲軍指揮，該軍在佳林行動時已抵達地區參戰。
西蒙德斯知道在大西洋和春天行動中由大量砲兵支援步兵攻擊未能突破德軍的防線。在佳林行動中一個由英國皇家空軍轟炸機司令部的飛機轟炸令英軍戰車能衝破德軍的防線，但他們在深入德軍完整的防線時傷亡慘重，步兵一直無法跟進，以支援持領頭的戰車或從它們背後進行掩護（以便後續部隊也放慢）。為了解決因地形及深度防禦而造成的戰術問題，西蒙德斯提出了一個激進的解決方案，實際上這是世界上第一個大規模的機械化步兵進攻。
一些加拿大軍和英軍步兵師在D日登陸時已被暫時配備M7牧師自走砲。這些的已被撤回，被拖行的25磅反戰車砲所取代。西蒙德斯將剩下的牧師自走砲變成了袋鼠裝甲運兵車，這將使步兵能在任何地形下緊跟隨戰車前進。容許改裝的要求最先由美軍提出，當時他們已把M7自走砲借出，把它們改成裝甲運兵車。
西蒙德斯的計劃是在8月7日晚上由英國皇家空軍轟炸機部隊對沿卡昂—法萊茲公路軸線一條4英里寬的走廊兩翼的德軍防線實施飽和轟炸，8月8日凌晨兩支由戰車和裝甲運兵車組成的進攻部隊將沿著這條走廊前進，公路以西的是加拿大第2師轄下的加拿大第4步兵旅和第2裝甲旅，公路以東的是英軍第51師轄下的第154（高地）旅及第33裝甲旅。這兩支部隊將繞過前線的守軍，並在黎明攻佔在克萊米斯尼爾及聖艾尼昂德克萊米斯尼爾周圍的德軍主要反戰車防線。
第2階段將立即跟隨實施，當加拿大第2及英軍第51師的4個步兵旅掃蕩孤立的德軍前沿防線時，加拿大第3師及英軍第49師（來自英國第1軍）開始實施附助攻擊以拓闊在第1階段時在突出部被攻佔的陣地，加拿大第4裝甲師和波蘭第1裝甲師將走廊延長至克萊米斯尼爾，並準備進一步向南前進。為了準備該攻勢，美軍第8航空隊的轟炸機將轟炸德軍在Hautmesnil的預備隊陣地，最終的目標是在法萊茲北面的高地，距離起攻線15英里（24）。

## 英國-加拿大軍的攻勢

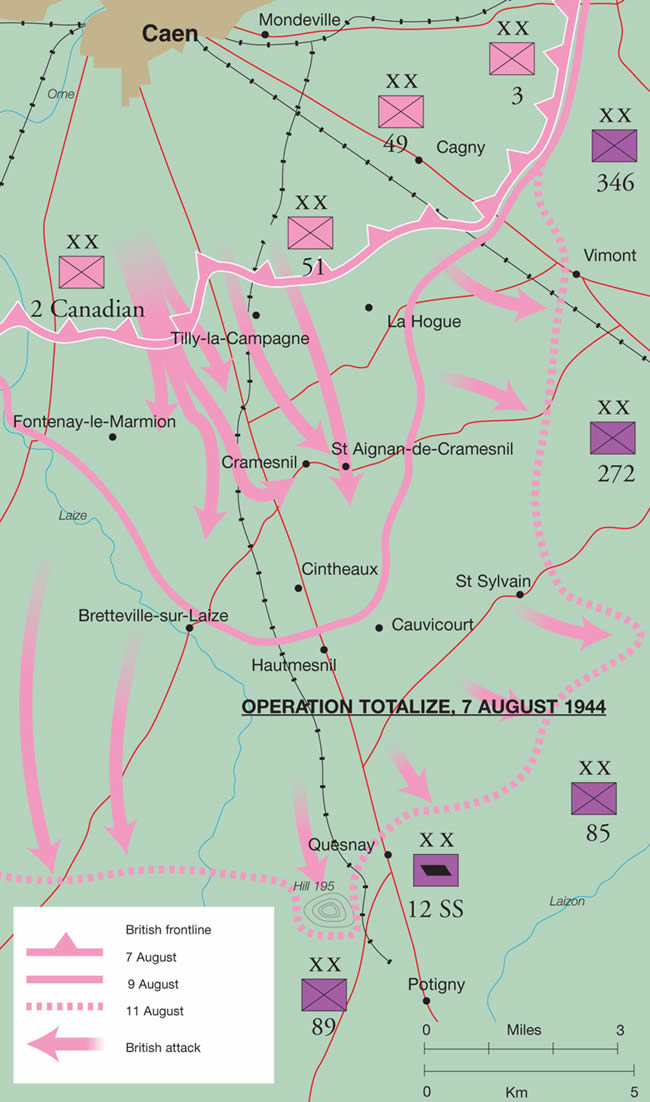
總計行動地圖

1944年8月7日晚上進攻部隊編成了6個縱隊，每縱隊只有4輛車闊，有戰車、袋鼠式裝甲運兵車、半履帶車、自走反戰車砲和鏈擊式掃雷器戰車。晚上11時皇家空軍轟炸機司令部的重型轟炸機開始轟炸沿整個卡昂戰線上的德軍陣地，11時30分他們的裝甲縱隊在一個滾動的彈幕下開始前進。
最初移動緩慢，因為許多袋鼠式裝甲運兵車的司機因車輛所造成的塵埃而失去了方向感，數輛車輛被困在炸彈坑。西蒙德斯曾下令採取數種手段維持他們的方向：在一些車輛裝有無線電測向儀、火砲發射目標標記彈和波佛斯40公釐高射砲向進攻方向發射爆裂曳光彈。儘管所有這些措施仍然存在混亂，數輛汽車相撞或被棄置。
然而攻擊成功及在德軍防線上沖開一些大洞，黎明時分來自英軍第51師的進攻縱隊已到達預定位置，步兵在目標：克萊米斯尼爾和聖艾尼昂德克萊米斯尼爾村莊前200碼（180）從袋鼠式裝甲運兵車跳下，並迅速消滅了守軍。加拿大第2師的縱隊因大霧和在右翼意想不到之抵抗而被阻延，但8月8日中午盟軍已經佔領了整個韋里耶爾嶺。西蒙德斯所使用的方法確保了進攻只遭受一小部分的損失，在一個正常“下馬”攻擊下將是必然的。
盟軍正準備進攻防守嚴密的辛西亞克斯，這在滲透最遠的位置以南2英里（3.2），但西蒙德斯下令停止前進，讓戰場的砲兵和裝甲師（加拿大第4和波蘭第1）駛入陣地以實行第2階段的行動。

## 德軍的反擊
武裝親衛隊第12裝甲師師長庫爾特·邁爾已經下令被轟炸機司令部打散的步兵和裝甲部隊進攻以佔領辛西亞克斯，他還將兩個裝甲戰鬥群從自己的師調出前移，包括突擊砲、步兵和虎式戰車，派他們越過加拿大軍的戰線。中午之後不久他下令這兩個裝甲戰鬥群向領頭的盟軍部隊發動反攻。
此時盟軍的進攻計畫，是要求美國陸軍航空隊第8航空隊在加拿大第4裝甲師和波蘭第1裝甲師向南沿卡昂—法萊茲公路推進至法萊茲之前實施更多的轟炸行動，當武裝親衛隊第12裝甲師的反攻未能成功時，邁耶的戰車確實部署在第8航空隊為準備盟軍第2階段的攻擊而轟炸目標區以北地域。這些逃過轟炸的戰車減緩了波蘭第1裝甲師的進攻，防止在公路以東的突破。在公路以西在辛西亞克斯的德軍步兵阻截加拿大裝甲編隊，沒有任何一個盟軍裝甲師（均是首次加入戰鬥）能按西蒙德斯的要求實施進攻以及當夜幕降臨時“用裝甲車圍成臨時防禦營”（車輛和部隊補給和休息時進入防禦隊形）。
為恢復進攻的勢頭，西蒙德斯下令加拿大裝甲師的一個縱隊攻佔第195號山頭，這是在從辛西亞克斯到法萊茲主要公路一半距離西面的地方。該縱隊失去了方向，並在黎明時在公路東面被德軍88 毫米高射砲圍困。他們在8月9日堅守其陣地但付出巨大傷亡，包括大部分的戰車，加拿大軍被迫撤退。
由於該縱隊遠離預定的目標，其他單位被派往支援這未能找到目標的編隊。最後另一支部隊在8月10日於一個典範式的晚間進攻中攻佔第195號山頭，但德軍已後撤了已經有一段時間，在萊森河重組一條防線，8月11日英國和加拿大軍攻勢已被中止。

## 總結

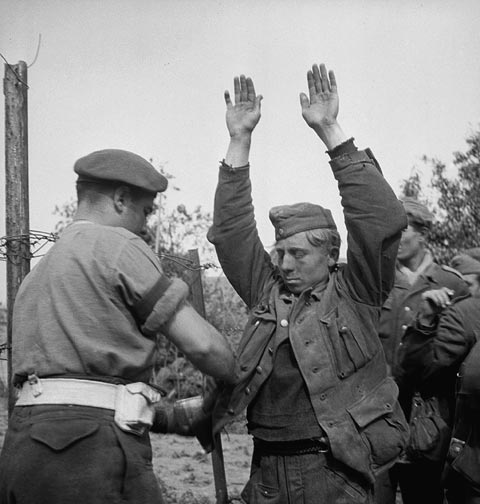
加拿大軍士兵在總計行動初期找獲一名德軍戰俘

雖然在行動的第1階段已經取得了重要的戰略成功，但盟軍兩個裝甲師企圖向法萊茲推進時遭到慘重傷亡。加拿大第1軍團4個師的編隊堅守在法萊茲以北第195號山頭的陣地，與此同時盟軍對已經耗盡的德軍造成了1,500名人員的傷亡。
羅德·凱勒少將在其司令部因美軍對德軍陣地進行空中攻擊是炸彈間按擊中而受傷後被解除第3步兵師的指揮權。凱勒的表現欠佳在總計行動中失去了克雷雷爾將軍的信任，他戰爭的餘下時間沒有得到新的指揮任務。西蒙德斯和克雷雷爾展開一個後續攻勢：溫順行動，該行動在8月14日至8月21日實施。
8月21日法萊茲口袋因加拿大和波蘭部隊與在南面的會師而被封閉，有效地結束大英國協參加諾曼第戰役及盟軍獲得決定性的勝利。

## 附錄
Footnotes
1. ↑  考普指出，德軍的損失是估計的，但確實包括1,270名戰俘。[1]
2. ↑  邁克爾·雷諾茲引述斯坦尼斯瓦·毛采克的話，波蘭軍在行動中損失了656人。[3]歷史學家特里·考普表示加拿大軍的損失包括超過600人陣亡。[1]
3. ↑  雷諾茲指出加拿大第1軍團在行動中損失了80輛戰車，而毛采克稱波蘭裝甲師失去了額外的66輛戰車。[3]
4. ↑  美國歷史界對諾曼第戰役有不同的定義，因為其部隊於7月25日在眼鏡蛇行動中成功地離開諾曼第，進入布列塔尼

Citations
1. 1 2  Copp, p. 211
2. 1 2  Wilmot, p. 414
3. 1 2  Reynolds, p. 246
4. 1 2 3  Bercuson, p. 229
5. ↑  Van der Vat, p. 110
6. ↑  Bercuson, p. 215
7. ↑  Van Der Vat, p. 157
8. 1 2  Van der Vat, p. 161
9. ↑  Bercuson, p. 222
10. ↑  Reid, p. 52
11. ↑  Stacey, p. 194
12. ↑  Zuehlke, pp. 166–168
13. 1 2  Bercuson, p. 226
14. ↑  Reid, p. 57
15. ↑  Wilmot, pp.390–392
16. ↑  Wilmot, p. 393
17. ↑  Wilmot, p. 394
18. 1 2  Wilmot, p. 410
19. 1 2 3 4  Van der Vat, p. 166
20. 1 2  D'Este, p. 423
21. ↑  Bercuson, p. 221
22. 1 2 3 4 5  Bercuson, p. 228
23. 1 2  Van der Vat, p. 160
24. ↑  Van der Vat, p. 166.
25. 1 2 3  Van der Vat, p. 165
26. 1 2 3 4 5 6  Zuehlke, p. 168
27. 1 2  Wilmot, p.412
28. 1 2  Roy, p. 166
29. ↑  Roy, p. 167
30. ↑  Wilmot, p. 413
31. ↑  D'Este, p. 424
32. ↑  D'Este, p. 422
33. 1 2 3 4  Bercuson, p. 230
34. ↑  Cawthorne, p. 125
35. 1 2  Bercuson, p. 231
36. ↑  Bercuson, p. 232

## 來源
- Bercuson, David. . Red Deer Press. 2004 [1996]. ISBN 0-88995-305-8.
- Cawthorne, Nigel (2005) Victory in World War II.  Arcturus Publishing.  ISBN 1-84193-351-1
- D'Este, Carlo. . Penguin Books Ltd. 2004 [1983]. ISBN 0-14101-761-9.
- Reid, Brian. . Robin Brass Studio. 2005. ISBN 1-896941-40-0.
- Roy, Reginald (1984). 1944 - The Canadians in Normandy. Macmillan of Canada. ISBN 0-7715-9796-7
- Trew, Simon; Badsey, Stephen. . Battle Zone Normandy. The History Press Ltd. 2004. ISBN 0-75093-010-1.
- Van Der Vat, Dan (2003). D-Day; The Greatest Invasion, A People's History. Madison Press Limited. ISBN 1-55192-586-9.
- Wilmot, Chester; Christopher Daniel McDevitt. . Wordsworth Editions Ltd. 1997 [1952]. ISBN 1-85326-677-9.
- Zuehlke, Mark. . Stoddart. 2001. ISBN 0-77373-289-6.

## 外部連結
- Stacey, Colonel Charles Perry; Bond, Major C.C.J.  (PDF). The Queen's Printer and Controller of Stationery Ottawa. 1960. （原始内容 (PDF)存档于2008-09-12）.

49°11′10″N 0°21′45″W / 49.18611°N 0.36250°W